# Karl Gottlieb Umbreit
Karl Gottlieb Umbreit (* 9. Januar 1763 in Rehestädt; † 27. April 1829 ebenda) war ein deutscher Organist und Komponist.

## Leben
Umbreit war in Erfurt Schüler von Johann Christian Kittel und als solcher Enkelschüler Johann Sebastian Bachs. Er wurde 1785 Organist in Sonneborn (Thüringen). Laut seinem Sohn wurde er 1817 auf eigenen Wunsch hin krankheitsbedingt von seinem Amt entlassen. In seinen letzten Jahren zog er sich wieder in seinen Heimatort zurück. 
Umbreit schrieb ein Allgemeines Choralbuch, das in Gotha im Jahre 1811 erschien.

## Werke (Auswahl)
- Allgemeines Choral-Buch für die protestantische Kirche vierstimmig ausgesetzt mit einer Einleitung über den Kirchengesang und dessen Begleitung durch die Orgel. Becker Gotha 1811.
- Zwölf Choralmelodien mit mehreren Bässen. Gotha [ca. 1810].
- Die evangelischen Kirchen-Melodien zur Verbesserung des kirchlichen und häuslichen Gesanges. Gotha 1817.
- Fortsetzung von Zwölf Choralmelodien mit mehreren Bässen. Gotha [ca. 1818].